# 1993 no Brasil
Esta é uma cronologia dos fatos ocorridos no ano de 1993 no Brasil.

## Incumbente
- Presidente do Brasil - Itamar Franco (29 de dezembro de 1992 - 1 de janeiro de 1995)

## Eventos
- 4 de fevereiro: O presidente Itamar Franco sanciona a legislação que regulamenta a realização do plebiscito sobre a forma e o sistema de governo do Brasil.[1]
- 25 de fevereiro: O Vasco conquistou o bicampeonato estadual de futebol.
- 21 de abril: A maior parte do povo brasileiro decide manter a República Presidencialista no plebiscito sobre a forma e o sistema do governo do país.[2]
- 21 de maio: A juíza Denise Frossard condenou Castor de Andrade e outros 13 grandes mafiosos, entre eles Capitão Guimarães, Luizinho Drummond, Antonio Petrus Kalil, vulgo Turcão, e Anísio Abraão David, a seis anos de prisão por associação criminosa. Formalmente, 53 mortes foram atribuídas ao grupo.[3]
- 12 de junho: O Palmeiras bate o Corinthians por 4x0 e sagra-se campeão paulista, quebrando um jejum de títulos que durava quase 17 anos.
- 23 de julho: Oito crianças e adolescentes são mortos por policiais militares ao lado da Igreja da Candelária, no Centro do Rio de Janeiro, num massacre chamado de Chacina da Candelária.[4]
- 1 de agosto: A unidade monetária brasileira passa a Cruzeiro Real, que equivale a um mil cruzeiros.[5]
- 29 de agosto: Vinte e um moradores da favela de Vigário Geral são assassinados por policiais militares, no Rio de Janeiro, durante a invasão num massacre chamado da Chacina de Vigário Geral.[6]
- 13 de outubro: O cantor norte-americano Michael Jackson chega a São Paulo para fazer dois shows realizados no Estádio do Morumbi, nos dias 15 e 17 desse mês.[7][8][9]
- 19 de outubro: O cantor norte-americano Michael Jackson termina sua visita a São Paulo.[10]
- 7 de dezembro: O ministro da Fazenda Fernando Henrique Cardoso anuncia um programa de estabilização econômica.[11]
- 12 de dezembro: O São Paulo bate o Milan em Tóquio (3x2) e sagra-se bicampeão mundial.
- 12 de dezembro: O Palmeiras bate o Vitória e sagra-se campeão brasileiro de 1993.

## Nascimentos
- 4 de janeiro: Manu Gavassi, cantora e atriz.
- 19 de janeiro: Marcos Júnior, futebolista.

## Mortes
- 13 de janeiro: Camargo Guarnieri, maestro e compositor clássico (n. 1907).
- 3 de Março: Déa Selva, atriz de cinema e teatro (n. 1917)
- 13 de setembro: Austregésilo de Ataíde, presidente da Academia Brasileira de Letras (n. 25 de setembro de 1898).